# Pronocera angusta
Pronocera angusta är en skalbaggsart som först beskrevs av Joseph Kriechbaumer 1844.  Pronocera angusta ingår i släktet Pronocera och familjen långhorningar.
Artens utbredningsområde är Ukraina. Inga underarter finns listade i Catalogue of Life.